# Cesare Pirisi
Cesare Salvatore Pirisi (Nuoro, 28 gennaio 1926 – Nuoro, 24 novembre 2013) è stato un politico e giornalista italiano.

## Biografia
Fin da giovanissimo inizia il suo impegno politico nel PSI diventando consigliere provinciale di Nuoro a partire dal 1952, eletto nel collegio di Nurri, comprendente anche i comuni di Escalaplano, Esterzili, Orroli, Perdasdefogu, Sadali, Serri e Villanovatulo. Nel medesimo anno, fu inviato dal partito a guidare la federazione socialista di Sassari, dove nel 1956 fu eletto pure consigliere comunale.
In occasione della rivolta ungherese, presentò nel consiglio comunale di Sassari un ordine del giorno di sostegno agli insorti, suscitando ampio clamore e vivaci proteste nelle file del gruppo comunista. Da sempre sostenitore delle posizioni di Pietro Nenni all'interno del partito, manterrà un orientamento di favore per l'affermazione degli ideali democratici e liberali nei paesi del blocco sovietico quando, essendo egli ormai uscito dal PSI, esplose la questione cecoslovacca.
Rientrato a Nuoro nel 1958, divenne consigliere e assessore comunale in rappresentanza della sinistra democratica nel 1960 e nel 1964. Candidato come indipendente nelle liste del PCI alle elezioni politiche del 1968, risultò primo dei non eletti, poi alla scomparsa dell'avvocato Sergio Morgana gli subentrò alla Camera dei deputati a partire dal settembre 1971. Aderì al gruppo misto e fu membro della commissione Lavoro e previdenza sociale e della commissione d'inchiesta sui fenomeni di criminalità in Sardegna (cosiddetta commissione Medici).
Successivamente, fu tra i fondatori insieme a Livio Labor del Movimento Politico dei Lavoratori (M.P.L.), del quale divenne coordinatore regionale in Sardegna e nelle cui liste si candidò alle successive elezioni politiche del 1972: la lista raccolse lo 0.36% dei voti e nessun seggio. Verso la fine degli anni settanta, si avvicinò al Partito Repubblicano, nella cui liste fu più volte candidato come indipendente, prima nel 1979 sia alla Camera che al Senato, e da ultimo nel 1992 solo al Senato, riscuotendo sempre discreti consensi, senza però essere eletto.
Più di recente, dopo avere dato vita al circolo "Associazione Culturale Il Risveglio" aderente a Progetto Sardegna, il movimento politico fondato da Renato Soru, ha sostenuto la candidatura di quest'ultimo a presidente della regione Sardegna nelle consultazioni regionali del 2004. Per lungo tempo animatore di un circolo culturale e ricreativo nella città di Nuoro, ha contribuito alla formazione di diverse generazioni di giovani intellettuali e dirigenti. Da tempo malato, è scomparso nel 2013 all'età di 87 anni nella sua città natale.

## Lavori
È autore di diverse pubblicazioni di interesse storico e politico: tra gli altri, Il Giornale di Barbagia e L'Atene degli inganni. Parallelamente alla militanza politica, ha svolto anche un'intensa attività pubblicistica, collaborando con l'Avanti! e fondando due periodici di larga diffusione: Cronache Provinciali (1960) e La Nuova Città (1966), che ha interrotto solo qualche anno fa la sua attività portata avanti avvalendosi della collaborazione di illustri personalità della cultura, dell'economia e politica sarda.